# Провулок Раціоналізаторів
Прову́лок Раціоналіза́торів — зниклий провулок, що існував у Дніпровському районі міста Києва, місцевість Соцмісто. Пролягав від Магнітогорської вулиці (тепер — вулиця Якова Гніздовського) до вулиці Раціоналізаторів. 

## Історія
Виник у середині XX століття під назвою Нова вулиця. 1955 року отримав назву провулок Раціоналізаторів. Ліквідований наприкінці 1970-х років у зв'язку з розбудовою Дарницької промзони. 